# Liga dos Campeões Árabes de 2019–20
A Liga dos Campeões Árabes de 2019–20, oficialmente chamada de Copa Mohammed VI de 2019–20 (em árabe: كأس محمد السادس للأندية الأبطال 2019–20; em homenagem ao rei Maomé VI, de Marrocos) foi a 29ª edição do torneio de clubes de futebol do mundo árabe organizado pela UAFA.
O Étoile du Sahel foram eram os defensores do título, porém foram eliminados pelo Shabab Al-Ordon na primeira rodada. O torneio foi postergado por 10 meses em 2020 devido à Pandemia de COVID-19, sendo assim, as finais foram jogadas no dia 21 de agosto de 2021, em que o Raja Casablanca derrotou o Al-Ittihad nos pênaltis após um empate de 4-4 no tempo normal, conquistando seu segundo título.

## Calendário
A programação é a seguinte.
| Rodada           | Data do sorteio       | Ida                                            | Volta                                   |
| ---------------- | --------------------- | ---------------------------------------------- | --------------------------------------- |
| Fase preliminar  | 27 de julho de 2019   | 18–25 de julho de 2019                         | 18–25 de julho de 2019                  |
| Primeira rodada  | 27 de julho de 2019   | 20 de agosto – 24 de setembro de 2019          | 30 de agosto – 3 de outubro de 2019     |
| Oitavas de final | 5 de outubro de 2019  | 23 de outubro – 8 de novembro de 2019          | 4 de novembro – 16 de dezembro de 2019  |
| Quartas de final | 4 de dezembro de 2019 | 23 de dezembro de 2019 – 15 de janeiro de 2020 | 20 de janeiro – 15 de fevereiro de 2020 |
| Semifinais       | 4 de dezembro de 2019 | 16 de fevereiro – 2 de dezembro de 2020        | 4 de janeiro – 11 de janeiro de 2021    |
| Final            | 4 de dezembro de 2019 | 21 de agosto de 2021                           | 21 de agosto de 2021                    |

## Equipes participantes
Os rótulos entre parênteses mostram a posição de cada equipe em relação à tabela da liga nacional da última temporada.
| Fase de entrada | Fase de entrada | Equipes                 | Equipes                         | Equipes              | Equipes                     |
| --------------- | --------------- | ----------------------- | ------------------------------- | -------------------- | --------------------------- |
| Primeira rodada | Primeira rodada | Wydad Casablanca (1º)   | Raja Casablanca (2º)            | Olympic Safi (4º)    | FC Nouadhibou (1º)          |
| Primeira rodada | Primeira rodada | Al-Shabab (5º)          | Al-Ittihad (10º)                | Al-Jazira (2º)       | Al-Wasl (3º)                |
| Primeira rodada | Primeira rodada | Espérance de Tunis (1º) | Étoile du Sahel (2º)            | Ismaily (7º)         | Al-Ittihad Alexandria (11º) |
| Primeira rodada | Primeira rodada | Al-Shorta (1º)          | Al Quwa Al Jawiya (2º)          | Shabab Al-Ordon (4º) | Al-Jaish (1º)               |
| Primeira rodada | Primeira rodada | MC Alger (6º)           | Club Sportif Constantinois (7º) | Al-Merreikh (1º)     | Al-Hilal (2º)               |
| Primeira rodada | Primeira rodada | Al-Ahed (1º)            | Nejmeh (3º)                     | Dhofar (1º)          | Al-Nasr (2º)                |
| Primeira rodada | Primeira rodada | Al-Ahly Benghazi (2º)   | Kuwait SC (1º)                  | Al-Salmiya (3º)      | Al-Arabi (5º)               |
| Primeira rodada | Primeira rodada | Al-Muharraq (3º)        | Hilal Al-Quds (1º)              |                      |                             |
|                 |                 |                         |                                 |                      |                             |
| Fase preliminar | Fase preliminar | JS Saoura (4º)          | Ittihad Tanger (5º)             | Horseed FC (2º)      | Bizertin (6º)               |
| Fase preliminar | Fase preliminar | Fomboni FC (1º)         | ASAS Télécom (3º)               | Al-Zawraa (3º)       | Al-Riffa (1º)               |

## Fase preliminar
Esta fase foi jogada por 8 times em um formato de dois grupos. Ao final da fase, apenas um time de cada grupo avançou para a fase final.

### Grupo A
| Pos | Equipe         | Pts | J | V | E | D | GP | GC | SG  | Classificado |     | ALR | ITT | ALZ | Horseed |
| --- | -------------- | --- | - | - | - | - | -- | -- | --- | ------------ | --- | --- | --- | --- | ------- |
| 1   | Al-Riffa       | 9   | 3 | 3 | 0 | 0 | 8  | 0  | +8  | Fase final   |     | —   | –   | –   | 5–0     |
| 2   | Ittihad Tanger | 6   | 3 | 2 | 0 | 1 | 9  | 3  | +6  |              |     | 0–2 | —   | 3–0 | —       |
| 3   | Al-Zawraa      | 3   | 3 | 1 | 0 | 2 | 2  | 4  | −2  |              | 0–1 | —   | —   | 2–0 |         |
| 4   | Horseed        | 0   | 3 | 0 | 0 | 3 | 1  | 13 | −12 |              | –   | 1–6 | —   | —   |         |

### Grupo B
| Pos | Equipe       | Pts | J | V | E | D | GP | GC | SG  | Classificado |     | JSS | BIZ | ASA | Fomboni |
| --- | ------------ | --- | - | - | - | - | -- | -- | --- | ------------ | --- | --- | --- | --- | ------- |
| 1   | JS Saoura    | 9   | 3 | 3 | 0 | 0 | 7  | 0  | +7  | Fase final   |     | —   | –   | 1–0 | —       |
| 2   | Bizertin     | 6   | 3 | 2 | 0 | 1 | 10 | 1  | +9  |              |     | 0–1 | —   | 3–0 | —       |
| 3   | ASAS Télécom | 3   | 3 | 1 | 0 | 2 | 3  | 6  | −3  |              | —   | —   | —   | 3–2 |         |
| 4   | Fomboni      | 0   | 3 | 0 | 0 | 3 | 2  | 15 | −13 |              | 0–5 | 0–7 | —   | —   |         |

## Fase final

### Chaveamento
| Primeira rodada            | Primeira rodada | Primeira rodada | Primeira rodada |  |                    | Oitavas de final      | Oitavas de final | Oitavas de final | Oitavas de final |  |  | Quartas de final      | Quartas de final | Quartas de final | Quartas de final |  |  | Semifinais      | Semifinais | Semifinais | Semifinais |  |  | Final               | Final |
|                            |                 |                 |                 |  |                    |                       |                  |                  |                  |  |  |                       |                  |                  |                  |  |  |                 |            |            |            |  |  |                     |       |
| JS Saoura                  | 1               | 0               | 1               |  |                    |                       |                  |                  |                  |  |  |                       |                  |                  |                  |  |  |                 |            |            |            |  |  |                     |       |
| Al-Shabab                  | 3               | 2               | 5               |  |                    | Al-Shabab             | 1                | 1                | 2                |  |  |                       |                  |                  |                  |  |  |                 |            |            |            |  |  |                     |       |
| Shabab Al-Ordon            | 2               | 1               | 3               |  | Shabab Al-Ordon    | 0                     | 1                | 1                |                  |  |  |                       |                  |                  |                  |  |  |                 |            |            |            |  |  |                     |       |
| Étoile du Sahel            | 1               | 0               | 1               |  |                    |                       |                  |                  |                  |  |  | Al-Shabab             | 6                | 1                | 7                |  |  |                 |            |            |            |  |  |                     |       |
| Al-Jaish                   | 1               | 0               | 1               |  |                    |                       |                  |                  |                  |  |  | Al-Shorta             | 0                | 0                | 0                |  |  |                 |            |            |            |  |  |                     |       |
| FC Nouadhibou              | 1               | 1               | 2               |  |                    | FC Nouadhibou         | 0                | 0                | 0                |  |  |                       |                  |                  |                  |  |  |                 |            |            |            |  |  |                     |       |
| Kuwait SC                  | 3               | 0               | 3               |  | Al-Shorta          | 1                     | 5                | 6                |                  |  |  |                       |                  |                  |                  |  |  |                 |            |            |            |  |  |                     |       |
| Al-Shorta (gf)             | 1               | 2               | 3               |  |                    |                       |                  |                  |                  |  |  |                       |                  |                  |                  |  |  | Al-Shabab       | 2          | 1          | 3          |  |  |                     |       |
| Al-Wasl                    | 2               | 1               | 3               |  |                    |                       |                  |                  |                  |  |  |                       |                  |                  |                  |  |  | Al-Ittihad      | 2          | 2          | 4          |  |  |                     |       |
| Al-Hilal                   | 0               | 2               | 2               |  |                    | Al-Wasl               | 1                | 0                | 1                |  |  |                       |                  |                  |                  |  |  |                 |            |            |            |  |  |                     |       |
| Al-Ittihad                 | 3               | 0               | 3               |  | Al-Ittihad         | 2                     | 2                | 4                |                  |  |  |                       |                  |                  |                  |  |  |                 |            |            |            |  |  |                     |       |
| Al-Ahed                    | 0               | 0               | 0               |  |                    |                       |                  |                  |                  |  |  | Al-Ittihad            | 1                | 1                | 2                |  |  |                 |            |            |            |  |  |                     |       |
| Olympic Safi               | 1               | 1               | 2               |  |                    |                       |                  |                  |                  |  |  | Olympic Safi          | 1                | 0                | 1                |  |  |                 |            |            |            |  |  |                     |       |
| Al-Riffa                   | 1               | 0               | 1               |  |                    | Olympic Safi (p)      | 1                | 1                | 2(4)             |  |  |                       |                  |                  |                  |  |  |                 |            |            |            |  |  |                     |       |
| Nejmeh                     | 1               | 0               | 1               |  | Espérance de Tunis | 1                     | 1                | 2(2)             |                  |  |  |                       |                  |                  |                  |  |  |                 |            |            |            |  |  |                     |       |
| Espérance de Tunis         | 1               | 2               | 3               |  |                    |                       |                  |                  |                  |  |  |                       |                  |                  |                  |  |  |                 |            |            |            |  |  | Al-Ittihad          | 4(3)  |
| Al-Arabi                   | 0               | 0               | 0               |  |                    |                       |                  |                  |                  |  |  |                       |                  |                  |                  |  |  |                 |            |            |            |  |  | Raja Casablanca (p) | 4(4)  |
| Al-Ittihad Alexandria      | 1               | 2               | 3               |  |                    | Al-Ittihad Alexandria | 2                | 1                | 3                |  |  |                       |                  |                  |                  |  |  |                 |            |            |            |  |  |                     |       |
| Club Sportif Constantinois | 3               | 0               | 3               |  | Al-Muharraq        | 0                     | 0                | 0                |                  |  |  |                       |                  |                  |                  |  |  |                 |            |            |            |  |  |                     |       |
| Al-Muharraq (gf)           | 1               | 2               | 3               |  |                    |                       |                  |                  |                  |  |  | Al-Ittihad Alexandria | 0                | 0                | 0                |  |  |                 |            |            |            |  |  |                     |       |
| Ismaily                    | 4               | 0               | 4               |  |                    |                       |                  |                  |                  |  |  | Ismaily               | 1                | 0                | 1                |  |  |                 |            |            |            |  |  |                     |       |
| Al-Ahly Benghazi           | 2               | 1               | 3               |  |                    | Ismaily               | 2                | 2                | 4                |  |  |                       |                  |                  |                  |  |  |                 |            |            |            |  |  |                     |       |
| Al-Nasr                    | 0               | 1               | 1               |  | Al-Jazira          | 0                     | 0                | 0                |                  |  |  |                       |                  |                  |                  |  |  |                 |            |            |            |  |  |                     |       |
| Al-Jazira                  | 1               | 3               | 4               |  |                    |                       |                  |                  |                  |  |  |                       |                  |                  |                  |  |  | Ismaily         | 1          | 0          | 1          |  |  |                     |       |
| Al Quwa Al Jawiya          | 3               | 1               | 4               |  |                    |                       |                  |                  |                  |  |  |                       |                  |                  |                  |  |  | Raja Casablanca | 0          | 3          | 3          |  |  |                     |       |
| Al-Salmiya                 | 1               | 1               | 2               |  |                    | Al Quwa Al Jawiya     | 0                | 0                | 0(2)             |  |  |                       |                  |                  |                  |  |  |                 |            |            |            |  |  |                     |       |
| MC Alger                   | 1               | 1               | 2               |  | MC Alger (p)       | 0                     | 0                | 0(4)             |                  |  |  |                       |                  |                  |                  |  |  |                 |            |            |            |  |  |                     |       |
| Dhofar                     | 0               | 1               | 1               |  |                    |                       |                  |                  |                  |  |  | MC Alger              | 1                | 1                | 2                |  |  |                 |            |            |            |  |  |                     |       |
| Raja Casablanca            | 1               | 2               | 3               |  |                    |                       |                  |                  |                  |  |  | Raja Casablanca (gf)  | 2                | 0                | 2                |  |  |                 |            |            |            |  |  |                     |       |
| Hilal Al-Quds              | 0               | 0               | 0               |  |                    | Raja Casablanca (gf)  | 1                | 4                | 5                |  |  |                       |                  |                  |                  |  |  |                 |            |            |            |  |  |                     |       |
| Al-Merreikh                | 1               | 0               | 1               |  | Wydad Casablanca   | 1                     | 4                | 5                |                  |  |  |                       |                  |                  |                  |  |  |                 |            |            |            |  |  |                     |       |
| Wydad Casablanca           | 1               | 2               | 3               |  |                    |                       |                  |                  |                  |  |  |                       |                  |                  |                  |  |  |                 |            |            |            |  |  |                     |       |

### Final
A final foi disputada no dia 21 de agosto de 2021 no Estádio Príncipe Moulay Abdellah, em Rabat, Marrocos.
| 21 de agosto de 2021 | Al-Ittihad                                              | 4 – 4     | Raja Casablanca                                      | Estádio Príncipe Moulay Abdellah, Rabat  |
| 21:00 (UTC+1)        | Bruno Henrique 4' · Romarinho 28' (pen), 53', 64' (pen) | Relatório | Haddad 5' · Benhalib 13' · El Wardi 37' · Rahimi 50' | Público: 0 Árbitro: EGY Mahmoud El Banna |

|                                                        |       | Penalidades                         |  |
| Bruno Henrique Romarinho Coronado Al-Muwallad Al-Malki | 3 − 4 | Rahimi Zrida Madkour Hafidi Arjoune |  |

4–4 no placar agregado, Raja Casablanca venceu por 4–3 na disputa de pênaltis.

## Premiação
| Liga dos Campeões Árabes de 2019–20  |
| Marrocos                             |
| ------------------------------------ |
| Raja Casablanca Campeão (2.º título) |